# 覚せい剤やめますか?それとも人間やめますか?
「覚せい剤やめますか? それとも人間やめますか?」（かくせいざいやめますか? それともにんげんやめますか?）は、日本民間放送連盟（民放連）が1983年2月より開始した、放送による啓蒙広告「覚せい剤追放キャンペーン」のために考案されたキャッチコピー。

## 沿革
1982年11月15日、民放連の番組委員会で本コピーを含む企画要項が決定された。コピーは日本テレビ放送網CM制作部所属（当時）のCMプロデューサー・田原節子により考案された。翌1983年1月に加盟各社の制作担当者や関係官庁に対する説明が行われ、同年2月1日からキャンペーンが正式に開始された。
放送を終えたあともコピーの表現が人権問題であったという指摘が長期にわたってなされ、2017年にはジャーナリストや薬物問題当事者の支援団体などの有志によって、「『人間やめますか』のように、依存症患者の人格を否定するような表現は用いないこと」と明記された内容を含む「薬物報道ガイドライン」が提案されるに至った（後述）。

## 薬物防止の効果に関する批判
社会学者の宮台真司と作家の藤井誠二が対談形式で2001年に指摘しているが、薬物依存からの回復を頑張っている人も人間なので「人間やめますか」という表現は人権問題である。欧米諸国では学校教育でも薬物の特性や影響を教えているが、日本ではあらゆる薬物が一括で人間をやめる薬物として扱われ、廃人になりますということでは知識としても誤りで、どんな薬物にどんなリスクがあるのかと話し合える場がないと、回復の場からもはじき出されてしまう。
ジャパンタイムズ紙のPhilip Brasorは2017年、日本では薬物使用で逮捕された芸能人は単に罪を犯したというだけでなく、「ヒトではない何か」として扱われていると指摘し、その原因は「人間やめますか」のコピーの影響によるものとした。日本国外ではロバート・ダウニー・Jrのように薬物依存症になり刑務所に入ったこともある人物が世界でも有名な俳優となっているが、日本では薬物を使用した俳優の映画出演シーンはカットされ、国民は芸能人の薬物使用を忘れようとはせず烙印を押し続けている。
薬物問題に詳しい国立精神・神経医療研究センターの松本俊彦によれば、日本では「人間やめますか？」のコピーと、薬物依存症者をゾンビのように描く薬物防止キャンペーンによって「人間をやめた人たち、ゾンビのような人たち」だと認識されてしまっているという。これに対して厳罰が効果を上げなかった諸外国では、犯罪者として社会から排除するのではなく薬物問題を健康問題として捉えるように変わってきており、国連もそうした言及を行うようになってきた別の取材で、松本によれば「人間やめますか？」は、日本で薬物依存症になることは人間じゃないと認識される問題を生み出しており、社会から強く排斥され、治療のきっかけすら掴めないということがよく起こっているという。
薬物依存からの回復施設、女性DARC（ダルク）ハウスを設立した上岡陽江によれば、「人間やめますか」では、自分は人間としてはダメだと回復から遠ざける影響の方が大きいとして、薬物自体ではなくて回復に対する無理解や寛容性のない社会が人生を壊すのだと指摘している。荻上チキらは自身のラジオ番組を通じて、「薬物報道ガイドライン」を作成し2017年1月に厚生労働省で記者会見を開き、放送批評懇談会のラジオ部門大賞を受賞した。この薬物報道ガイドラインは、松本俊彦のような専門家ら、ダルク、ASK（アルコール薬物問題全国市民協会）といった薬物問題に取り組む団体が発起人となっており、薬物依存症を回復可能な病気として扱うよう促しており、『「人間やめますか」のように、依存症患者の人格を否定するような表現は用いないこと』といった内容を含んでいる。日本語の「更生」には薬物からの「回復」ではなく、刑務所での懲役を含蓄しているが、刑務所は依存症からの回復を治療する施設ではない。そのため出所後も薬物使用の高い再犯率が維持されている。

## その他
覚せい剤追放に関する広告はフジテレビのクロージング前や石川県でも放送されたが、これらは独自のものを放送した。なお、フジテレビでは不法電波のCMと併せたものが1980年代中頃から1990年代前半（1992年頃？）まで放送されたが、同CMは日本民間放送連盟（民放連）が製作したCMのキャッチコピーを用いたものであった。石川県では同県が製作したものが1987年頃にローカルCMとして放送された。
なお、1982年に製作された政府広報のCMには「母と子」という題があったが、インターネットでは「キッチンマザー」と呼ばれることが多い。